# Apanteles niger
Apanteles niger är en stekelart som beskrevs av Muesebeck 1921. Apanteles niger ingår i släktet Apanteles och familjen bracksteklar. Inga underarter finns listade i Catalogue of Life.